# Sporormiella cymatomera
Sporormiella cymatomera är en svampart som beskrevs av S.I. Ahmed & Cain 1972. Sporormiella cymatomera ingår i släktet Sporormiella och familjen Sporormiaceae.   Inga underarter finns listade i Catalogue of Life.
I den svenska databasen Dyntaxa används istället namnet Preussia cymatomera för samma taxon.  Arten är reproducerande i Sverige.